# Уна О'Нілл
Уна О'Нілл (англ. Oona O'Neill; 14 травня 1925 — 27 вересня 1991) — дочка Юджина О'Ніла. Четверта дружина Чарлі Чапліна, була на 36 років від нього молодша. Познайомилися, коли Чаплін шукав актрису для екранізації п'єси «Примара і дійсність». Фільм не був знятий. Уна заявила, що не бажає кар'єри актриси, а хоче присвятити себе сім'ї. Весілля відбулося 16 червня 1943 року під час процесу про визнання батьківства дитини Джоан Беррі. Після шлюбу з Чапліном батько Уни припинив з нею всякі контакти.
У 1952 році Чаплін перед від'їздом із США видав Уні довіреність на розпорядження своїм банківським рахунком. Після того, як Чапліну закрили в'їзд в США, Уна вивезла майно Чапліна із США. Пізніше вона відмовилася від громадянства США.